# لاري كاندا
لاري كاندا (بالإنجليزية: Larry Canada)‏ هو لاعب كرة قدم أمريكية أمريكي، ولد في 16 ديسمبر 1954.

## وصلات خارجية
- لاري كاندا على موقع مرجع كرة القدم المحترفة.كوم (الإنجليزية)